# 50e Legerkorps
Het Duitse 50e Legerkorps (Duits: Generalkommando L. Armeekorps) was een Duits legerkorps van de Wehrmacht tijdens de Tweede Wereldoorlog en kwam in actie op de Balkan in 1941 en de rest van de oorlog aan het oostfront. 

## Krijgsgeschiedenis

### Oprichting
Het 50e Legerkorps werd gevormd op 8 oktober 1940 in Wehrkreis V (Stuttgart).

### 1941

Operatie Marita 1941

Het korps werd in het voorjaar van 1941 naar Bulgarije verplaatst, waar het onder het bevel van het 12e Leger (Generalfeldmarschall Wilhelm List) kwam. Van 6 tot 23 april 1941 werd het korps ingezet (met de 46e en 294e Infanteriedivisies onder bevel) in de Balkancampagne. Het korps maakte het grootste deel van de tijd deel uit van de legerreserve en kwam nauwelijks in de strijd. De opmars van het korps vond plaats vanaf Dubnica, via Veles naar Prilep.
Na de Balkancampagne werd het korps eind juni 1941 naar Oost-Pruisen verplaatst om de aanval van Heeresgruppe Nord (Generalfeldmarschall Wilhelm Ritter von Leeb) op de Sovjet-Unie te versterken. Het korps kwam op 16 juli 1941 onder het commando van het 16e Leger en drong door op de zuidelijke flank van Heeresgruppe Nord naar het gebied rond Velikie Luki. Om de verbinding met Heeresgruppe Mitte niet verder te verzwakken, werd het korps op 28 juli 1941 kort onder het 9e Leger geplaatst. Op 2 augustus vonden er hevige gevechten plaats om de hoogten ten zuidwesten van Velikie Luki, waarbij de 251e Infanteriedivisie zware verliezen leed en terug moest achter de Lovat.
Voor de aanval op Leningrad werd het korps vervolgens overgebracht naar het 18e Leger. Op 22 augustus begon het korps met de aanval op Luga en bereikte eind augustus een doorbraak naar Siverski. Het korps nam in september 1941 onder bevel van Panzergruppe 4 deel aan de aanval op Leningrad. Het was voorzien dat het korps Leningrad zou bezetten en dat General Lindemann stadscommandant zou worden, maar de inname van de stad lukte niet. 

### 1942/43
In 1942 stond het korps (met de 58e en 215e Infanteriedivisies) aan de rechtervleugel van het 18e Leger ten zuiden van Leningrad in defensieve positie en hield samen met het 26e Legerkorps en 28e Legerkorps de blokkade van Leningrad. In oktober 1942 kwam het 54e Legerkorps vrij na de verovering van de Krim en werd bij Leningrad aan de rechtervleugel van het 50e Legerkorps geschoven. Het korps kreeg naast de beproefde 215e Infanteriedivisie tijdelijk ook de 9e en 10e Luftwaffen-Feld-Divisies onder bevel. Nadat het kustgedeelte in het Oranienbaum-gebied door de 3e Luftwaffen-Feld-Korps overgenomen werd, ontving het korps de 250e en 170e Infanteriedivisies ter compensatie. In februari 1943 had het korps nog gedeeltelijk een aandeel in het stoppen van Sovjet offensieven. De rest van 1943 bleef het korps op zijn post aan de zuid-ring van Leningrad, met vooral plaatselijke gevechten. 

### 1944/45

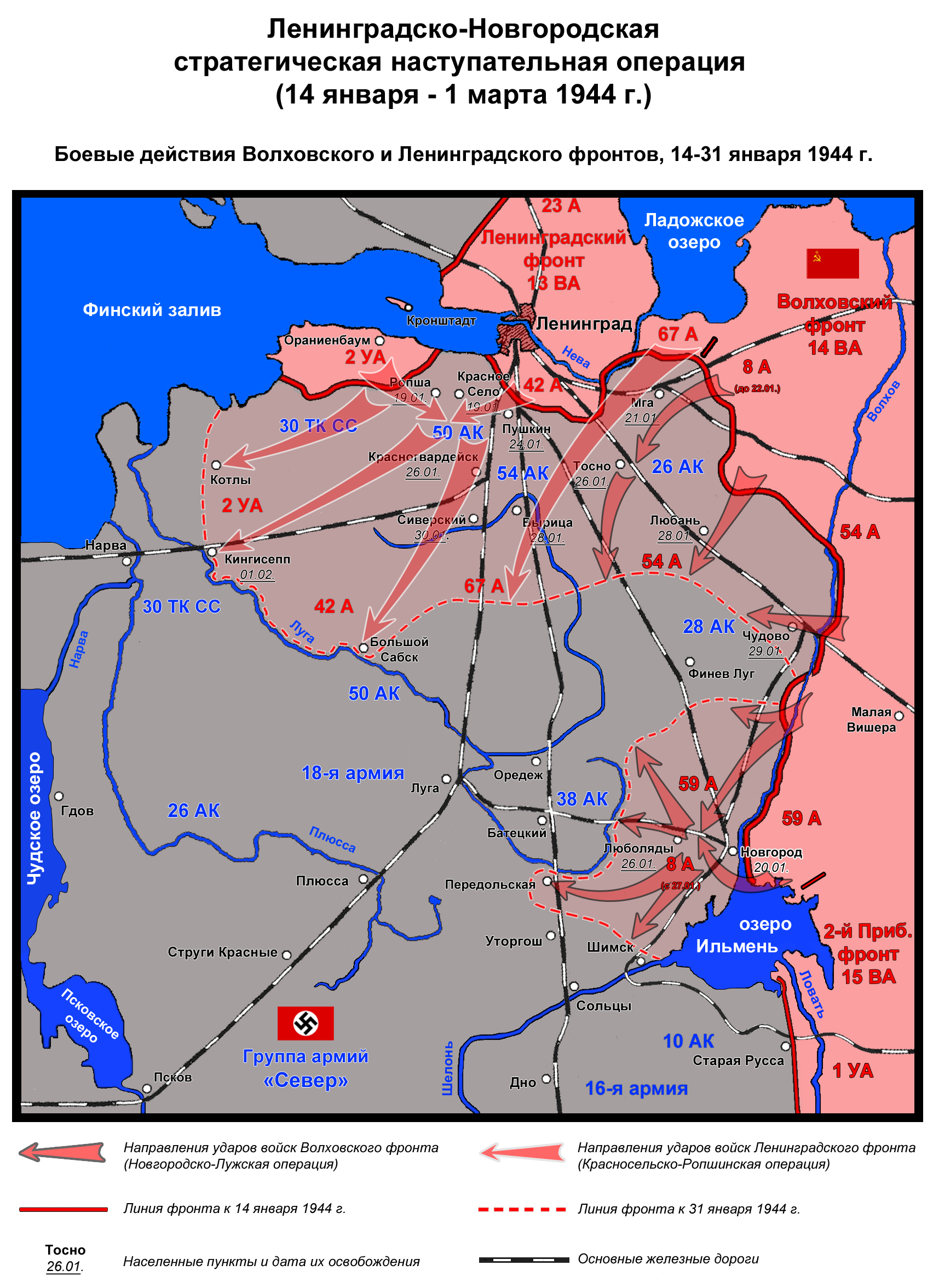
Leningrad–Novgorod Offensief, fase 1

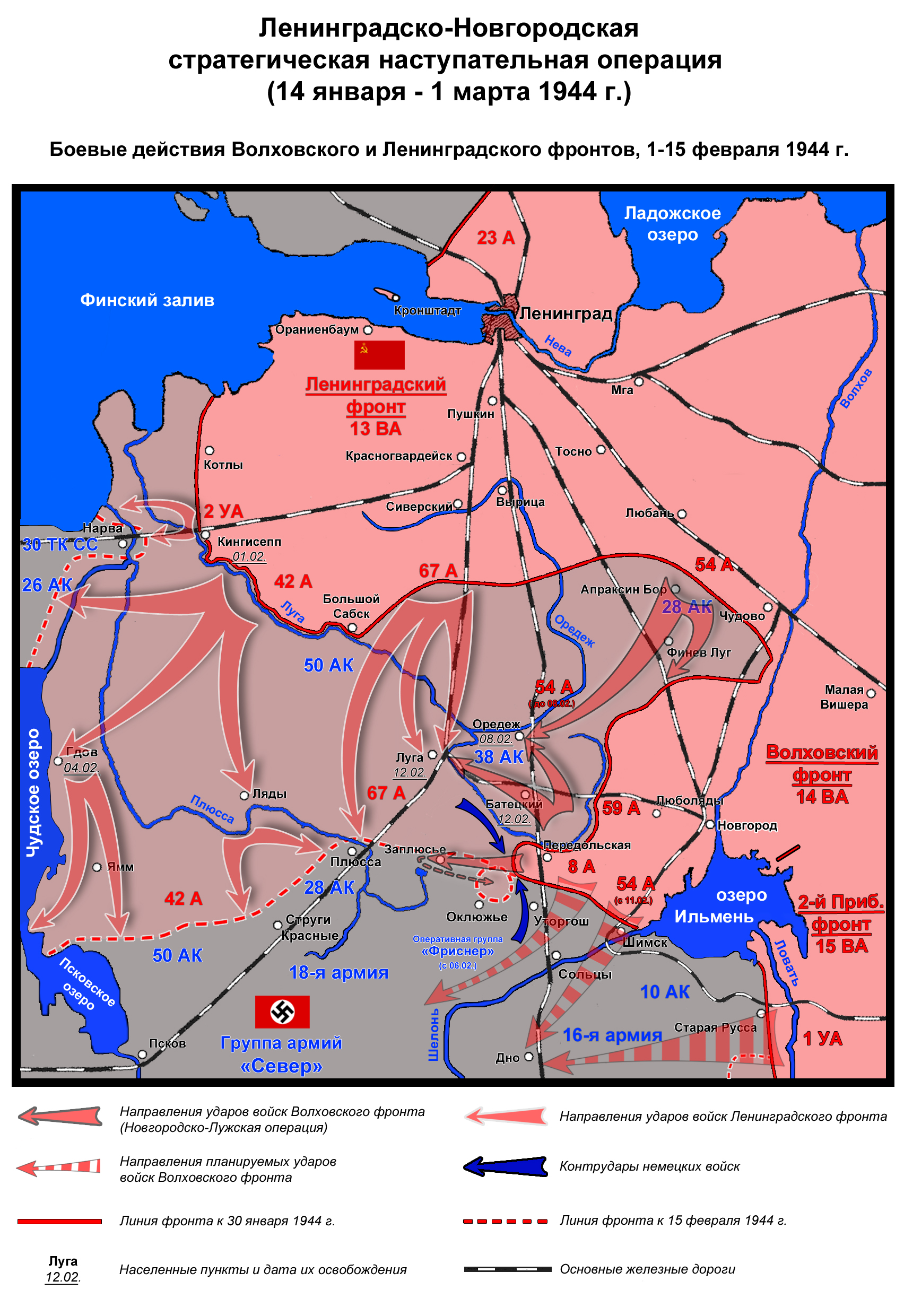
Leningrad–Novgorod Offensief, fase 2

Tijdens het Sovjet Leningrad–Novgorod Offensief in januari 1944 werden de Duitse troepen voor Leningrad tot terugtrekken gedwongen vóór Leningrad. Het korps trok terug via Luga naar Pleskau. Vervolgens kreeg het korps de opdracht de westoever van het Peipusmeer te beschermen, vanaf begin maart 1944. In de periode april-juni 1944 droeg het korps tijdelijk ook de naam "Gruppe Wegener". In juni had het korps een frontlijn toegewezen gekregen ten zuiden van het Peipusmeer, net ten zuiden van Ostrov. Op 17 juli begonnen de Sovjets hun Pskov-Ostrov Operatie, waarbij het Duitse front rond Ostrov opengereten werd. Vanaf daar volgde een gestage terugtocht richting Riga. Op 24 september werd het korps bij Valmiera doorbroken door het Sovjet 10e Tankkorps (Generaal-majoor M.K. Shaposhnikov) en grote delen werden vernietigd. General Wegener was onder de doden, door een luchtaanval. Eind september kwam het korps uit bij Riga. En vanaf daar in oktober volgde een verder transport in de Koerland pocket. Daar nam het korps stellingen in aan de zuidoostkant van de pocket, eerst rond Mitau, later iets meer naar het westen. Aan het begin van 1945 vocht het korps met de 24e, 122e en 389e Infanteriedivisies in het gebied ten noordoosten van het meer van Lielauce. In februari werd het korps naar de westelijke kant van de pocket verplaatst, en kwam onder het 18e Leger. Op 8 mei 1945 had het korps het bevel over de 24e en 218e Infanteriedivisie.

Op 8 mei 1945 capituleerde het 18e Legerkorps bij Frauenburg (Saldus) aan de Sovjets.

## Bovenliggende bevelslagen
| Leger                   | Legergroep           | Plaats/regio                | Begin               | Eind                |
| ----------------------- | -------------------- | --------------------------- | ------------------- | ------------------- |
| 2. Armee                | Heeresgruppe C       | Duitsland                   | 8 november 1940     | maart 1941          |
| 12. Armee               | OKH                  | Bulgarije                   | maart 1941          | eind juni 1941      |
| BdE                     |                      |                             | eind juni 1941      |                     |
| Direct onder bevel      | Heeresgruppe Nord    |                             | eind juni 1941      |                     |
| 16. Armee               | Heeresgruppe Nord    | Rusland                     | eind juni 1941      |                     |
| 9. Armee                | Heeresgruppe Mitte   | Velikie Luki                | begin augustus 1941 | 14 augustus 1941    |
| Panzergruppe 4          | Heeresgruppe Nord    | Leningrad                   | 15 augustus 1941    | eind september 1941 |
| 18. Armee               | Heeresgruppe Nord    | Leningrad                   | eind september 1941 |                     |
| 11. Armee               | OKH                  | Leningrad                   | oktober 1942        |                     |
| 18. Armee               | Heeresgruppe Nord    | Leningrad, Luga, Peipusmeer | november 1942       | april 1944          |
| 16. Armee               | Heeresgruppe Nord    | Pleskau                     | april 1944          |                     |
| 18. Armee               | Heeresgruppe Nord    | Letland                     | juli 1944           | 6 oktober 1944      |
| 16. Armee               | Heeresgruppe Nord    | Letland                     | 7 oktober 1944      | oktober 1944        |
| Armee-Abteilung Grasser | Heeresgruppe Nord    | Koerland                    | oktober 1944        | 29 oktober          |
| Armee-Abteilung Kleffel | Heeresgruppe Nord    | Koerland                    | 29 oktober 1944     | 6 november 1944     |
| 16. Armee               | Heeresgruppe Nord    | Koerland                    | 6 november 1944     | maart 1945          |
| 18. Armee               | Heeresgruppe Kurland | Koerland                    | maart 1945          | 8 mei 1945          |

## Commandanten
| Rang                      | Naam                                            | Begin             | Eind              |
| ------------------------- | ----------------------------------------------- | ----------------- | ----------------- |
| General der Kavallerie    | Georg Lindemann                                 | 8 oktober 1940    | 19 januari 1942   |
| General der Kavallerie    | Philipp Kleffel                                 | 19 januari 1942   | 3 maart 1942      |
| General der Infanterie    | Herbert von Böckmann                            | 3 maart 1942      | 20 juli 1942      |
| General der Kavallerie    | Philipp Kleffel                                 | 20 juli 1942      | 17 september 1943 |
| General der Infanterie    | Wilhelm Wegener                                 | 17 september 1943 | 24 september 1944 |
| Generalleutnant           | Hans Boeckh-Behrens                             | 24 september 1944 | 24 oktober 1944   |
| General der Gebirgstruppe | Friedrich Jobst Volckamer von Kirchensittenbach | 25 oktober 1944   | 11 april 1945     |
| Generalleutnant           | Erpo von Bodenhausen                            | 12 april 1945     | 8 mei 1945        |